# Storia dell'Alabama

Bandiera dello stato dell'Alabama

L'Alabama divenne uno stato degli Stati Uniti d'America il 14 dicembre 1819. Dopo che le guerre indiane e gli allontanamenti dell'inizio del XIX secolo costrinsero la maggior parte dei nativi americani ad uscire dallo stato, i coloni bianchi arrivarono in gran numero, portando con sé numerosi schiavi africani
Nell'Alabama antebellum, i ricchi coltivatori crearono grandi piantagioni di cotone nella fertile Cintura Nera centrale della regione montana, che dipendeva dal lavoro degli africani schiavizzati. Decine di migliaia di schiavi furono trasportati e venduti nello stato da commercianti di schiavi che li avevano acquistati nell'Alto Sud. In altri luoghi dell'Alabama, i bianchi più poveri praticavano l'agricoltura di sussistenza. Nel 1860 i neri (quasi tutti schiavi) costituivano il 45% delle 964.201 persone dello stato.
I ricchi coltivatori dello Stato consideravano la schiavitù essenziale per la loro economia. L'Alabama, uno dei più grandi stati che praticavano la schiavitù, è stato tra i primi sei stati a secedersi. Dichiarò la sua secessione nel gennaio 1861 e si unì agli Stati confederati d'America in febbraio. Durante la successiva guerra civile americana, l'Alabama partecipò comunque in maniera moderata nonostante la popolazione subì grosse perdite economiche. La Proclamazione di Emancipazione di Lincoln liberò tutti i popoli schiavi negli stati confederati. La capitolazione meridionale nel 1865 pose fine al governo statale confederato. Iniziò quindi un decennio di ricostruzione, un periodo controverso portato avanti da un governo birazziale il quale istituì le prime scuole pubbliche e le prime istituzioni sociali nello stato.
Dopo la guerra, i coltivatori lavorarono per riportare in produzione le loro vaste piantagioni di cotone. Gli afroamericani scelsero di avvalersi di un po' di indipendenza come liberi agricoltori e mezzadri, piuttosto che organizzarsi in gruppi di lavoro. Dove possibile, le donne afroamericane lasciarono i campi. Le piccole aziende agricole, che prima della guerra producevano colture generiche, si rivolgevano ora al cotone come coltura da reddito. Il mercato del cotone si è espanso dunque moltissimo e i prezzi scesero del 50%.
Per mezzo secolo dopo la guerra civile, l'Alabama fu uno stato povero, fortemente rurale, con un'economia basata sul cotone; la maggior parte dei contadini erano inquilini, mezzadri o operai che non possedevano terreni. La ricostruzione terminò quando i conservatori e i democratici bianchi, che si chiamavano "Redentori", conquistarono il controllo del potere legislativo dello Stato sia legale che extralegale, con mezzi legali ed extralegali (tra cui violenza e molestie) stabilendo il dominio politico e sociale sugli afroamericani. Nel 1901, i Democratici approvarono una Costituzione di Stato che di fatto interdisse la maggior parte degli afroamericani (che nel 1900 erano più del 45% della popolazione dello Stato), così come decine di migliaia di bianchi poveri. Nel 1941, un totale di 600.000 bianchi poveri e 520.000 afroamericani erano stati privati dei diritti civili. Inoltre, nonostante i massicci cambiamenti demografici nello stato che favorirono una certa urbanizzazione e industrializzazione, a livello politico vi erano grosse diseguaglianze in termini di rappresentanza. Per decenni, una minoranza rurale domino lo Stato e le esigenze della classe media, urbana e industriale non vennero quasi mai affrontate.
Gli afroamericani che vivevano nell'Alabama subirono ingiustizie in materia di diritti civili, segregazione, violenza e scuole sottofinanziate. Decine di migliaia di afroamericani dell'Alabama si unirono alla Grande Migrazione dal 1915 al 1930 e si trasferirono nelle città industriali, soprattutto nel Nord, specialmente nel Midwest. L'esodo nero aumentò costantemente nei primi tre decenni del XX secolo; 22.100 emigrarono dal 1900 al 1910; 70.800 tra il 1910 e il 1920; 80.700 tra il 1920 e il 1930.
Come risultato del disaffrancamento afro-americano e del controllo rurale, la politica statale fu dominata dai Democratici negli anni 1980 come parte del "Sud Solido". L'Alabama produsse un certo numero di leader nazionali.
I programmi del New Deal aumentarono il prezzo del cotone, e la fine della seconda guerra mondiale alla fine portò un po' di prosperità quando lo Stato sviluppò una solida base produttiva. Il cotone cominciò a perdere importanza e la meccanizzazione a partire dagli anni Trenta ridusse il bisogno di lavoro agricolo. Dopo anni di lotte e dopo l'approvazione della legge sui diritti civili del 1964 e della legge sui diritti di voto del 1965, la segregazione fu abolita e gli afroamericani poterono nuovamente esercitare il loro diritto costituzionale di voto.
A partire dalla fine degli anni 1990, i bianchi conservatori cominciarono a passare al Partito Repubblicano. L'elezione di Guy Hunt come governatore nel 1986 segnò lo spostamento politico della maggioranza bianca che divenne una roccaforte repubblicana nelle elezioni presidenziali; i suoi elettori appoggiarono poi i repubblicani anche nelle elezioni a livello statale. Il Partito Democratico dominava ancora gli uffici locali e legislativi, ma il dominio democratico totale era terminato.

## Popoli indigeni, storia antica

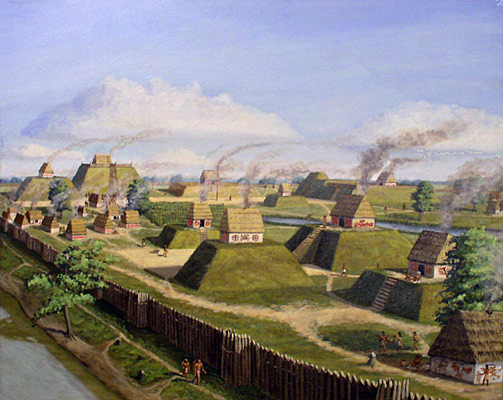
La cultura del Mississipi era una cultura nativa americana di montagna che fiorì negli Stati Uniti prima dell'arrivo degli europei.

Almeno 12.000 anni fa, nativi americani o Paleo-indiani apparvero in quello che oggi viene chiamato "Il Sud". I paleo-Indiani nel sud-est del paese erano cacciatori-raccoglitori che cacciarono una vasta gamma di animali, tra cui la megafauna, che si estinse dopo la fine del Pleistocene. Il periodo Woodland dal 1000 a. C. al 1000 a. C. è stato segnato dallo sviluppo della ceramica e dalla piccola orticoltura del Complesso Agricolo Orientale.
La cultura del Mississippi ssi sviluppò grazie alla coltivazione di tipiche colture mesoamericane come mais e fagioli e portò ad eccedenze di raccolto e alla crescita della popolazione. L'aumento della densità di popolazione diede origine a centri urbani e capoluoghi regionali, di cui il più grande era la città conosciuta come Cahokia, nell'attuale Illinois vicino alla confluenza dei fiumi Illinois e Mississippi. La sua popolazione di 20.000 - 30.000 abitanti e al suo apice superava una qualsiasi città fondata da europei del Nord America fino al 1800. Le società stratificate si svilupparono, con élite religiose e politiche ereditarie, e fiorirono in quello che oggi è il Midwest, gli Stati Uniti orientali e sudorientali dagli 800 al 1500 d. C. E.
Il commercio con le popolazioni indigene del Nord-Est attraverso il fiume Ohio iniziò durante il periodo Burial Mound (1000 aC-700 dC) e continuò fino al contatto europeo. La cultura agraria del Mississipi era diffusa nella maggior parte dello stato dal 1000 al 1600 d. C. e uno dei suoi centri principali era il sito archeologico di Moundville a Moundville, il secondo più grande complesso di questo periodo negli Stati Uniti. Circa 29 tumuli di terra sono sopravvissuti in questo sito.
L'analisi dei reperti recuperati dagli scavi archeologici di Moundville sono stati alla base della formulazione da parte degli studiosi delle caratteristiche del Complesso Cerimoniale Sud-orientale (SECC). Contrariamente a quanto si crede comunemente, il SECC sembra non avere legami diretti con la cultura mesoamericana, ma sembra essersi sviluppato in modo indipendente. Il Complesso Cerimoniale rappresenta una componente importante della religione dei popoli del Mississippi.
I primi Muscogee storici sono considerati probabilmente discendenti dei costruttori di tumuli della cultura Mississipi lungo il fiume Tennessee nei moderni Tennessee, Georgia e Alabama. Possono essere stati collegati agli Utinahica della Georgia meridionale. All'epoca in cui gli spagnoli fecero le loro prime incursioni nell'entroterra dalle rive del Golfo del Messico, molti centri politici del Mississippi erano già in declino, o abbandonati. La regione dell'Alabama di questo periodo può essere meglio descritta come una collezione di territori comandati da vari capotribù autoctoni di modeste dimensioni, intervallati da villaggi completamente autonomi e gruppi tribali. I primi esploratori spagnoli incontrarono insediamenti della cultura tardo mississippiana, a partire dal 2 aprile 1513, con l'avvento in Florida di Juan Ponce de León e nel 1526 con la spedizione di Lucas Vázquez de Ayllón nella Carolina del Sud.
Tra le tribù storiche dei nativi americani che vivevano nella zona dell'attuale Alabama al tempo del contatto europeo, vi erano gli Alabama (Alibamu), Chickasaw, Choctaw, Creek, Koasati e altri popoli nomadi. Nella regione c'erano anche i Cherokee di lingua Iroquoiana, che migrarono a sud dall'area dei Grandi Laghi, in base alla somiglianza della loro lingua con quella della Lega Irochese. La storia dei popoli nativi americani dell'Alabama si riflette in molti dei suoi toponimi.

## Colonizzazione europea
Gli spagnoli sono stati i primi europei ad entrare in Alabama, rivendicando la terra per la loro corona. Chiamarono la regione La Florida, che si estendeva nella zona sud-est dello Stato, in una zona peninsulare che ancora oggi porta questo nome.
Sebbene un membro della spedizione di Pánfilo de Narváez del 1528 possa aver fatto il suo ingresso nell'Alabama meridionale, la prima visita pienamente documentata è stata quella dell'esploratore Hernando de Soto. Nel 1539 organizzò una faticosa spedizione lungo i fiumi Coosa, Alabama e Tombigbee.
Anche gli inglesi rivendicarono pretese per quanto riguarda le zone da occupare nella regione a nord del Golfo del Messico. Carlo II d'Inghilterra incluse il territorio dell'Alabama moderno nella Provincia della Carolina. I commercianti inglesi della Carolina erano insediati nella valle del fiume Alabama già nel 1687 per commerciare pelli di cervi con i nativi americani.

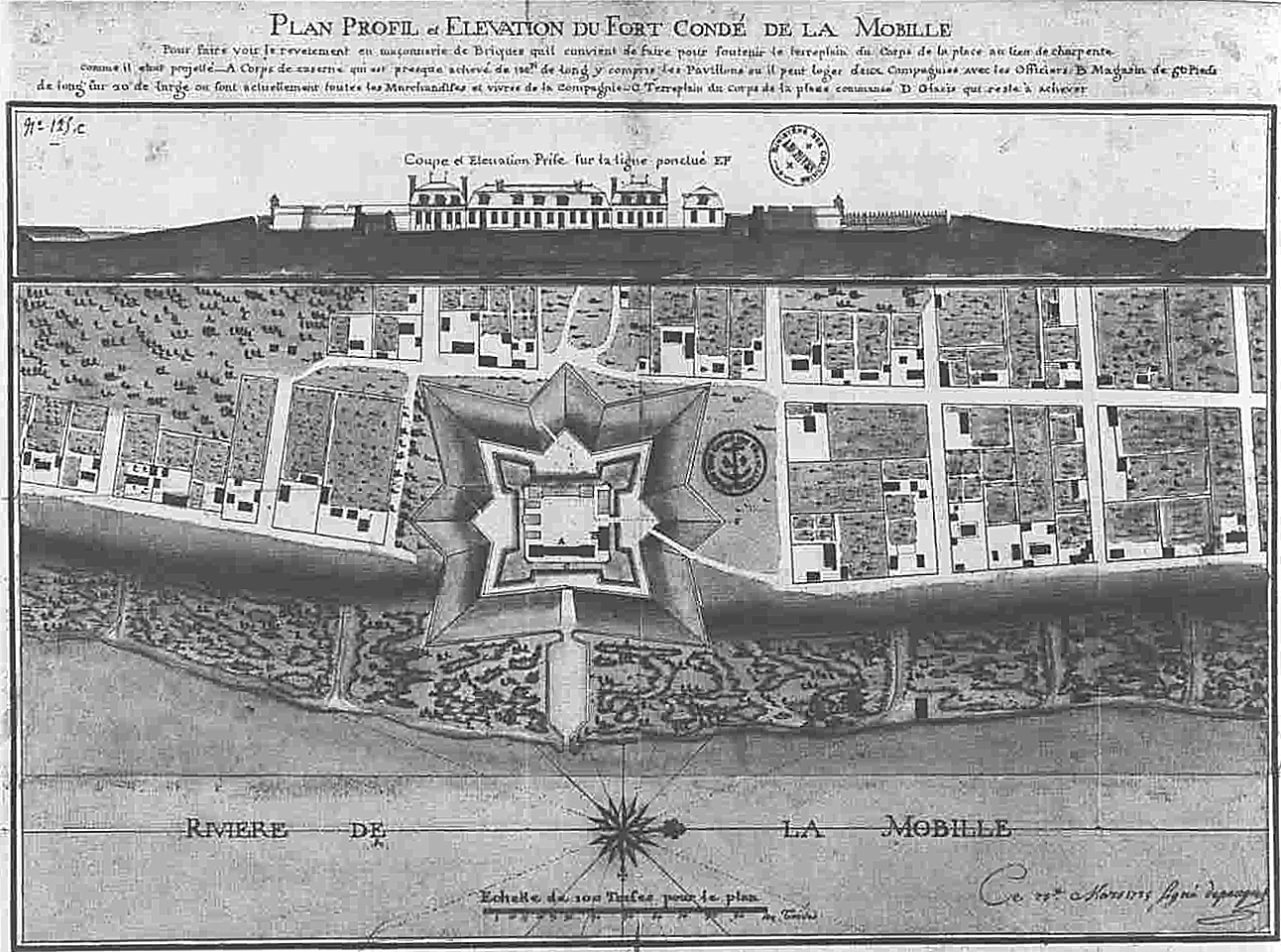
Mappa di Mobile del 1725, il primo insediamento permanente europeo dell'Alabama.

Anche i francesi colonizzarono la regione. Nel 1702 fondarono un insediamento sul fiume Mobile vicino alla foce, costruendo Fort Louis. Per i seguenti nove anni fu la sede francese del governo della Nuova Francia, o La Louisiane (Louisiana). Nel 1711, Fort Louis fu abbandonato a causa delle inondazioni. I coloni ricostruirono un forte su un terreno più alto conosciuto come Fort Conde. Questo è stato l'inizio dello sviluppo di Mobile, il primo insediamento europeo permanente in Alabama.
I francesi e gli inglesi cercarono di appropriarsi della regione, cercando di stringere forti alleanze con le tribù indiane. Per rafforzare la loro posizione, difendere i loro alleati indiani e attirare altre tribù verso di loro, i francesi stabilirono i posti militari di Fort Toulouse, vicino all'incrocio dei fiumi Coosa e Tallapoosa, e Fort Tombecbe sul fiume Tombigbee.
I francesi e gli inglesi si impegnarono in una competizione per il commercio indiano in quello che oggi è lo stato dell'Alabama tra il 1690 e il 1750 circa fino a quando scoppiò la guerra franco-indiana. Anche se i francesi rivendicavano il territorio e cercarono di governarlo da Fort Tolosa in modo da impegnarsi nel commercio con gli indiani, i commercianti inglesi con sede fuori del Carolina erano ovunque, e si impegnarono fortemente nel commercio sotto il naso dei francesi. Particolarmente frustrante per i francesi era il fatto che i Chickasaw favorivano sempre gli inglesi. Durante questo periodo gli inglesi dimostrarono di essere colonizzatori e commercianti migliori. Il loro vantaggio derivava dal fatto che il loro governo centrale di Londra li lasciò realmente indipendenti a livello decisionale e non ostacolava i loro sforzi con un'eccessiva regolamentazione, come invece faceva il governo francese. Si trattava di una politica denominata "salutare negligenza".
La concessione della Corona Inglese della Georgia a Oglethorpe e ai suoi associati nel 1732 includeva una parte dell'attuale Alabama settentrionale. Nel 1739, Oglethorpe visitò gli indiani Creek ad ovest del fiume Chattahoochee e fece un trattato con loro.
Il Trattato di Parigi del 1763, che pose fine alla guerra dei Sette anni dopo la sconfitta della Francia da parte del Regno Unito, portò la Francia a cedere i suoi territori ad est del Mississippi alla Gran Bretagna. La Gran Bretagna prese l'assoluto controllo della regione tra i fiumi Chattahoochee e il Mississippi. La porzione di Alabama sotto il 31º parallelo divenne parte della Florida occidentale britannica. La parte nord di questa linea è entrata a far parte dell'"Illinois Country", divisa dalla Corona britannica. Nel 1767, la provincia della Florida occidentale fu estesa verso nord fino a 32°28'N di latitudine nord.
Più di un decennio dopo, durante la guerra d'indipendenza americana, gli inglesi cedettero informalmente questa regione alla Spagna. Con il trattato di Versailles, il 3 settembre 1783, la Gran Bretagna cedette la Florida occidentale alla Spagna. Con il Trattato di Parigi (1783), firmato lo stesso giorno, la Gran Bretagna cedette agli Stati Uniti appena istituiti tutta questa provincia a nord del 31° N, gettando così le basi per una lunga controversia.
Con il trattato di Madrid del 1795, la Spagna cedette agli Stati Uniti le terre a est del Mississippi tra il 31° N e il 32° 28'N. Tre anni dopo, nel 1798, il Congresso inglobò questa zona nel territorio del Mississippi. Una striscia di terra larga 12 o 14 miglia vicino all'attuale confine settentrionale dell'Alabama e del Mississippi fu rivendicata dalla Carolina del sud, come parte delle precedenti speranze di estendersi ad ovest delle colonie orientali. Nel 1787, durante i negoziati costituzionali, la Carolina del Sud rinunciò a questa rivendicazione al governo federale. Anche la Georgia rivendicò tutte le terre tra il 31 e il 35º parallelo dall'attuale confine occidentale con il fiume Mississippi, e rinunciò alla sua pretesa solo nel 1802. Due anni dopo, i confini del territorio del Mississippi furono estesi in modo da includere tutta la cessione della Georgia.
Nel 1812, il Congresso aggiunse il Distretto Mobile della Florida Occidentale al territorio del Mississippi, sostenendo che era incluso nell'Acquisto della Louisiana. L'anno successivo, il generale James Wilkinson occupò il Distretto Mobile con una forza militare. Gli spagnoli fecero resistenza. Così tutta l'area dello stato attuale dell'Alabama fu inglobata sotto la giurisdizione degli Stati Uniti. Diverse tribù indigene americane occupavano ancora la maggior parte della terra, con una certa proprietà formale riconosciuta dal trattato con gli Stati Uniti. Cinque delle principali tribù divennero conosciute come le Cinque tribù civilizzate per la loro adozione di elementi della cultura europeo-americana.
Nel 1817, il territorio del Mississippi fu diviso. La parte occidentale, che aveva attirato più rapidamente la popolazione, divenne lo stato del Mississippi. La parte orientale divenne il territorio dell'Alabama, con St. Stephens sul fiume Tombigbee come sede temporanea del governo.
Il conflitto tra gli indiani dell'Alabama e i coloni americani aumentò rapidamente all'inizio del XIX secolo perché gli americani hanno continuavano ad invadere i territori dei nativi americani. Il capo degli Shawnee Tecumseh visitò la regione nel 1811, cercando di stringere un'alleanza indiana tra queste tribù per unirsi alla sua resistenza nell'area dei Grandi Laghi. Con lo scoppio della guerra del 1812, la Gran Bretagna incoraggiò il movimento di resistenza di Tecumseh, nella speranza di espellere i coloni americani da ovest degli Appalachi.
La tribù dei Creek cominciò a partecipare alla guerra civile (1813-1814). La violenza tra i Creek e gli americani si intensificò, culminando nel massacro di Fort Mim. Iniziò la guerra su larga scala tra gli Stati Uniti e i "Red Stick" Creek, che erano i membri più tradizionali della loro società che resistevano all'invasione degli Stati Uniti. Chickasaw, Choctaw, Cherokee e altre fazioni Creek rimasero neutrali o alleate con gli Stati Uniti durante la guerra; alcuni guerrieri indiani servirono anche tra le truppe americane. Le milizie volontarie della Georgia, della Carolina del Sud e del Tennessee marciarono nell'Alabama, combattendo i Red Stick.
Più tardi, le truppe federali divennero la principale forza di combattimento per gli Stati Uniti. Il generale Andrew Jackson era il comandante delle forze americane durante la guerra con i Creek e contro gli inglesi durante la guerra del 1812. La sua leadership e il successo militare durante le guerre lo resero un eroe nazionale. Il Trattato di Fort Jackson (9 agosto 1814) pose fine alla guerra Creek. Con i termini del trattato, i Creek, i Red Sticks e simili, cedettero circa la metà dello stato attuale dell'Alabama agli Stati Uniti. A causa delle successive cessioni dei Cherokee, dei Chickasaw e dei Choctaw nel 1816, conservarono solo circa un quarto dei loro territori in Alabama.

## Alabama come Stato
Nel 1819, l'Alabama fu ammessa come 22º Stato nell'Unione.
Uno dei primi problemi del nuovo Stato era il finanziamento. Poiché la quantità di denaro in circolazione non era sufficiente a soddisfare le richieste della crescente popolazione,  fu istituito un sistema di banche statali. Le obbligazioni statali venivano emesse e i terreni pubblici vennero venduti per assicurarsi il capitale e le banconote, date in prestito tramite titoli, divennero un mezzo di scambio. Le prospettive di reddito delle banche portarono il legislatore del 1836 ad abolire tutte le imposte a fini statali. Il panico del 1837 spazzò via gran parte del patrimonio delle banche, lasciando lo Stato più povero. Poi emerse una gestione grossolanamente trascurata e corrotta. Nel 1843 le banche furono poste in liquidazione. Dopo la cessione di tutti gli attivi disponibili, lo Stato assunse le passività residue.
Nel 1830 il Congresso approvò la legge indiana di rimozione sotto la guida del presidente Andrew Jackson, costringendo la rimozione delle tribù sudorientali, tra cui le Cinque tribù civilizzate dei Creek, Cherokee, Choctaw, Chickasaw e Seminole. Nel 1832, il governo nazionale Si impegnò nella rimozione dei Creek attraverso il Trattato di Cusseta. Prima dell'espulsione avvenuta tra il 1834 e il 1837, il legislatore statale definì le contee dalle terre da cedere e i coloni europeo-americani si insediarono prima che i nativi americani se ne fossero andati.
Fino al 1832, c'era un solo partito nello Stato, quello repubblicano. Nello stesso periodo il partito Whig emerse come partito di opposizione. Ottenne l'appoggio di coltivatori e cittadini, mentre i Democratici erano più forti tra i contadini poveri e le comunità cattoliche (discendenti di coloni francesi e spagnoli) nella zona di Mobile. Per qualche tempo, i Whigs erano numerosi quasi come i Democratici, ma non ottennero mai il controllo del governo statale. La fazione per i diritti degli Stati era in minoranza; tuttavia, sotto il leader William L. Yancey (1814-1863), prevalsero sui Democratici nel 1848 per adottare le loro opinioni più radicali.
Durante l'agitazione sul Wilmot Proviso, che avrebbe impedito la schiavitù dal territorio acquistato dal Messico a seguito della guerra messicana (1848), Yancey indusse la Convenzione dello Stato Democratico del 1848 ad adottare quella che era conosciuta come la "Piattaforma Alabama". Dichiarò che né il Congresso né il governo di un territorio avevano il diritto di interferire con i livelli di schiavitù in un territorio, che coloro che avevano opinioni opposte non erano democratici e che i Democratici dell'Alabama non avrebbero sostenuto un candidato alla presidenza se non fosse stato d'accordo con loro. Questa piattaforma fu approvata durante convention in Florida e Virginia e dai legislatori della Georgia e dell'Alabama.
Le tensioni legate alla schiavitù divisero molte delegazioni di Stato in seno al Congresso, poiché questo organismo cercò di determinare il futuro dei territori al di là del fiume Mississippi. In seguito al passaggio congressuale del Compromesso del 1850, che assegnava alcuni territori come schiavi o liberi, in Alabama, le persone si riallinearono politicamente. La fazione per i diritti degli Stati Uniti, unita a molti Democratici, fondò il Southern Rights Party, che chiese l'abrogazione del compromesso, sostenne la resistenza alle future violazioni e si preparò per la secessione. I Whig si unirono ai Democratici rimanenti e furono chiamati i "unionisti". Il partito accettò il compromesso pur senza volerlo.
A partire dall'inizio del XIX secolo, lo sviluppo di grandi piantagioni di cotone avvenne in tutta la fascia montana della cintura nera dopo l'invenzione della sgranatrice di cotone che rese redditizio il cotone a fiocco corto. Il cotone divenne un elemento fondamentale per la ricchezza dello Stato. La ricchezza dei proprietari dipendeva dal lavoro di centinaia di migliaia di africani americani schiavizzati, molti dei quali inizialmente trasportati nel commercio interno dall'Alto Sud. In altre parti dello Stato, il suolo sosteneva solo l'agricoltura di sussistenza. La maggior parte dei contadini Yeoman possedeva pochi o nessuno schiavo. Nel 1860 il successo della produzione di cotone vedeva 435.000 coltivatori che detenevano 435.000 schiavi afroamericani, che costituivano il 45% della popolazione dello Stato.
in questo periodo imperversavano numerose battaglie politiche in Alabama su questioni che andavano dal settore bancario alla cacciata degli indiani Creek. Il problema principale era come proteggere la libertà e l'uguaglianza per i bianchi. I timori che gli agitatori del Nord minacciassero il loro sistema di valori e la schiavitù come base della loro economia benestante resero i cittadini elettori pronti alla secessione quando Abraham Lincoln fu eletto nel 1860.

## Secessione e guerra civile, 1861-1865
Gli "unionisti" ebbero successo nelle elezioni del 1851 e del 1852. Il passaggio del Kansas-Nebraska Bill e l'incertezza sull'agitazione contro la schiavitù portò la Convenzione democratica del 1856 a rilanciare la "Piattaforma Alabama". Quando la Convenzione Nazionale Democratica di Charleston, Carolina del Sud, non approvò la "Piattaforma Alabama" nel 1860, i delegati dell'Alabama, seguiti da quelli degli altri "stati del cotone", si ritirarono. Dopo l'elezione di Abraham Lincoln, il governatore Andrew B. Moore organizzò una nuova convenzione statale. Molti uomini di spicco si erano opposti alla secessione. Nell'Alabama del Nord, vi fu un tentativo di organizzare uno stato neutrale chiamato Nickajack. Con l'appello alle armi lanciato dal presidente Lincoln nell'aprile del 1861, la maggior parte dell'opposizione alla secessione terminò.
L'11 gennaio 1861, lo Stato dell'Alabama adottò le ordinanze di secessione dall'Unione (con un voto di 61-39).
L'Alabama si unì agli Stati confederati d'America, il cui governo fu organizzato per la prima volta a Montgomery (Alabama) il 4 febbraio 1861. La CSA costituì la sua capitale temporanea a Montgomery e scelse Jefferson Davis come presidente. Nel maggio del 1861, il governo confederato abbandonò Montgomery e si trasferì a Richmond, Virginia, la capitale di quello Stato.

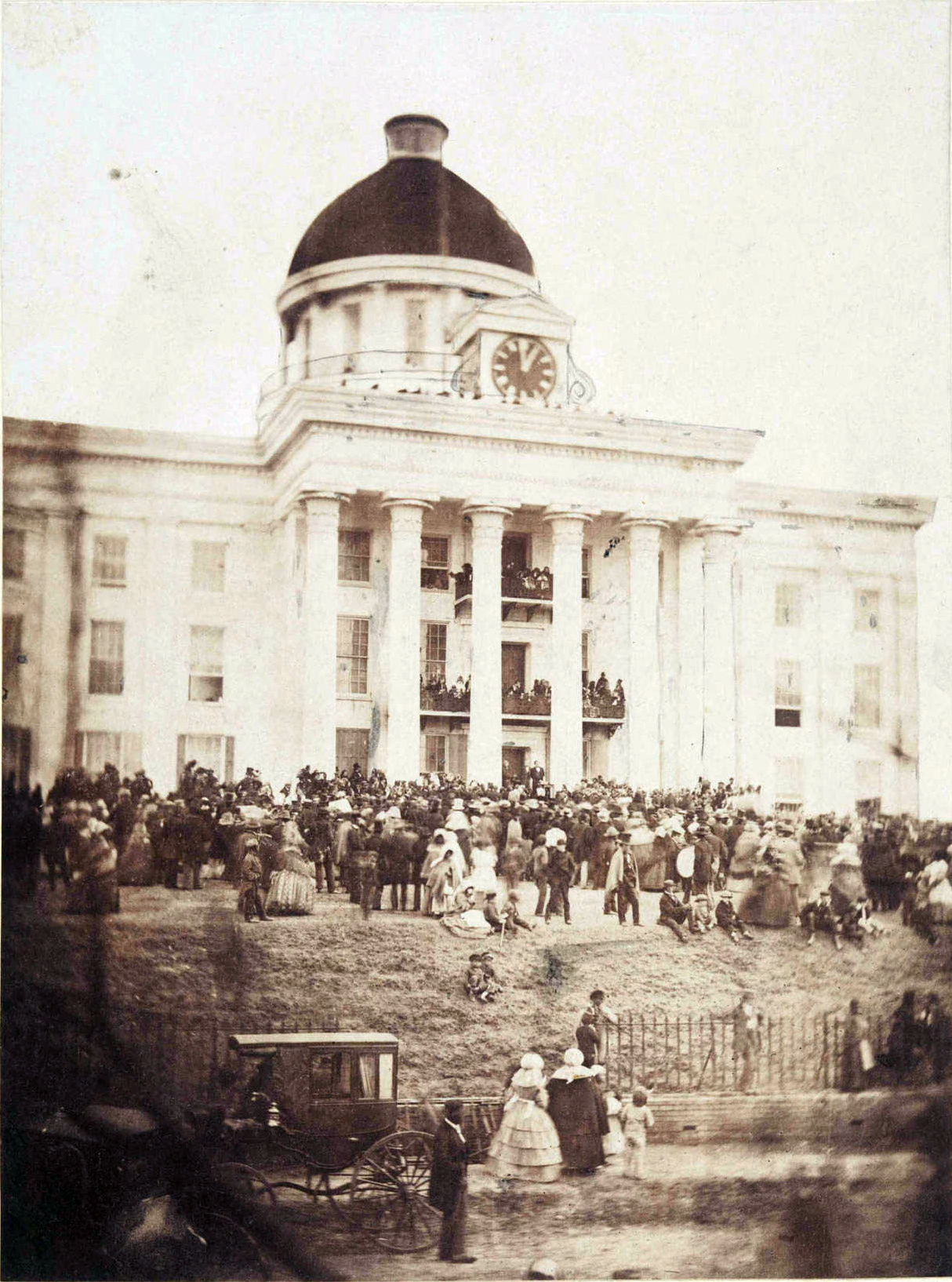
L'inaugurazione di Jefferson Davis a Montgomery il 18 febbraio 1861.

Il governatore Moore sostenne energicamente lo sforzo bellico confederato. Anche prima dell'inizio delle ostilità, sequestrò le strutture federali e inviò agenti per comprare fucili nel nord-est. Nonostante una certa resistenza nella parte settentrionale dello Stato, l'Alabama entrò a far parte degli Stati confederati d'America (CSA). Il membro del Congresso Williamson R. W. Cobb che era unionista si appellò per il compromesso. Quando nel 1861 si presentò al congresso confederato, fu sconfitto.
Un'idea dei gravi problemi logistici interni affrontati dalla confederazione può essere vista tracciando il viaggio di Jefferson Davis dalla sua piantagione nel Mississippi a Montgomery. Con poche strade e ferrovie, viaggiò con un battello a vapore dalla sua piantagione sul fiume Mississippi fino a Vicksburg, dove si imbarcò su un treno per Jackson, Mississippi. Qui prese un altro treno a nord per Grand Junction, poi un terzo treno ad est per Chattanooga, Tennessee, e un quarto treno a sud per Atlanta, Georgia. Qui dovette prendere un altro treno per il confine con l'Alabama e un ultimo treno per Montgomery nel centro dello stato.
Mentre la guerra procedeva, i Federali sequestrarono i porti lungo il fiume Mississippi, bruciarono i ponti ferroviari e distrussero i binari. La fragile rete ferroviaria confederata si indebolì ancora di più e praticamente crollò per mancanza di riparazioni e parti di ricambio.
All'inizio della guerra civile, l'Alabama non fu teatro di operazioni militari. Lo Stato contribuì al servizio confederato con circa 120.000 uomini, praticamente tutta la popolazione maschile bianca capace di portare armi. La maggior parte venne reclutata localmente e servì con uomini che conoscevano. Le condizioni mediche erano gravi per tutti i soldati. Circa il 15% dei decessi fu causato da malattie, più del 10% dalle vere e proprie battaglie. L'Alabama aveva pochi ospedali ben attrezzati, ma aveva molte donne che si offrivano volontariamente di accudire i malati e i feriti. I soldati erano scarsamente attrezzati, soprattutto dopo il 1863. Spesso saccheggiavano i morti per stivali, cinture, coperte, cappelli, camicie e pantaloni. Migliaia di schiavi furono utilizzati per le truppe confederate; si occuparono di cavalli e attrezzature, cucinavano e si occupavano della lavanderia nonché delle forniture negli ospedali di campo. Altri schiavi costruirono installazioni difensive, specialmente quelle intorno a Mobile. Riparavano strade e ferrovie, guidavano vagoni di rifornimento e lavoravano nelle miniere di ferro, fonderie di ferro e persino nelle fabbriche di munizioni. Il servizio degli schiavi fu non volontario: il loro lavoro non retribuito venne organizzato dai loro padroni, a loro volta non retribuiti. Circa 10.000 schiavi fuggirono e entrarono nell'esercito dell'Unione, insieme a 2.700 uomini bianchi.
Trentanove alabamiani raggiunsero il rango di bandiera, in particolare il tenente generale James Longstreet e l'ammiraglio Raphael Semmes. Josiah Gorgas, venuto in Alabama dalla Pennsylvania, era il capo di ordinanza della Confederazione.
Nel 1863, le forze dell'Unione si stabilirono nell'Alabama settentrionale nonostante l'opposizione del generale Nathan B. Forrest. Dal 1861, l'Unione bloccò Mobile e, nel 1864, le difese esterne di Mobile furono prese da una flotta dell'Unione; la città stessa resistette solo fino all'aprile 1865.

### Perdite
I soldati dell'Alabama combatterono in centinaia di battaglie; le perdite dello Stato nella battaglia di Gettysburg furono 1.750 morti, più altri feriti o catturati; la "Brigata dell'Alabama" contò 781 vittime. Il governatore Lewis E. Parsons nel luglio 1865 fece una stima preliminare delle perdite. Quasi tutti i bianchi servirono, diceva, ossia circa 122.000, di cui 35.000 morirono in guerra e altri 30.000 restarono gravemente invalidi. L'anno successivo il governatore Robert M. Patton stimo che 20.000 veterani erano tornati a casa permanentemente disabili, e che ci furono 20.000 vedove e 60.000 orfani. Con i prezzi del cotone bassi, il valore delle aziende agricole si ridusse da 176 milioni di dollari nel 1860 a soli 64 milioni di dollari nel 1870. Anche l'offerta zootecnica è diminuita, con il calo del numero di cavalli da 127.000 a 80.000, e di muli da 111.000 a 76.000. La popolazione complessiva rimase la stessa: la crescita che ci si poteva aspettare fu neutralizzata dalla morte e dall'emigrazione.

## Ricostruzione, 1865-1875
Secondo il piano di riorganizzazione presidenziale, nel giugno 1865 fu nominato un governatore provvisorio per l'Alabama. Una convenzione di stato si riunì nel settembre dello stesso anno, e dichiarò l'ordinanza di secessione nulla e la schiavitù fu abolita. A novembre furono eletti un legislatore e un governatore, e la legislatura fu subito riconosciuta dal Presidente Andrew Johnson, ma non dal Congresso, che si rifiutò di ospitare la delegazione. Johnson ordinò all'esercito di permettere l'insediamento del governatore dopo la ratifica del 13° emendamento da parte del legislatore nel dicembre 1865. Ma il passaggio dei Black Codes ("Codici neri") per controllare i liberali che si affollavano dalle piantagioni alle città, e il suo rifiuto del Quattordicesimo emendamento per concedere il suffragio, intensificarono l'ostilità del Congresso al piano presidenziale.

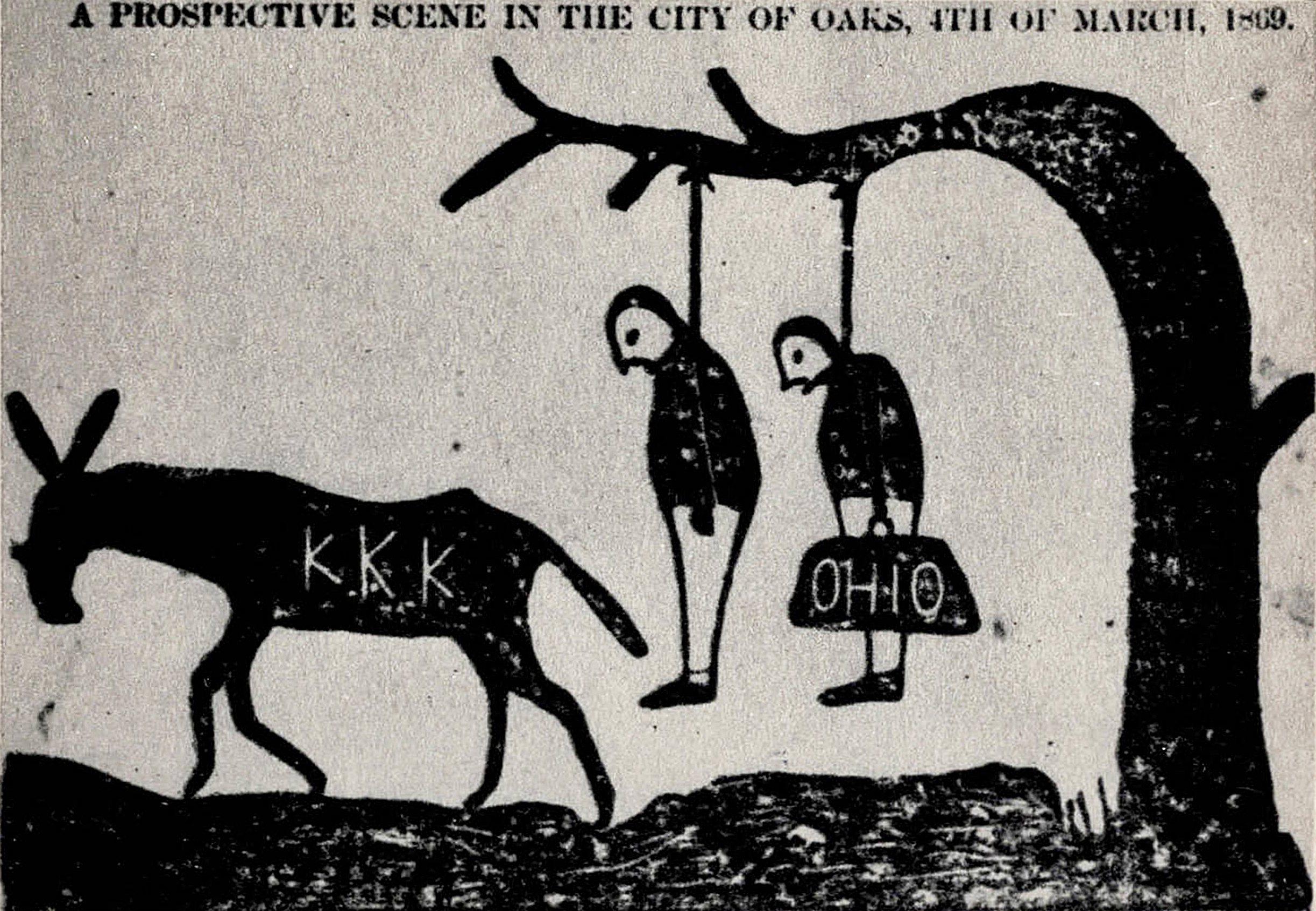

Nel 1867, il piano congressuale di ricostruzione fu completato e l'Alabama fu posto sotto il governo militare. I liberali furono iscritti come elettori. Solo i bianchi che potevano prestare giuramento sull'Ironclad potevano essere elettori, cioè dovevano giurare di non aver mai sostenuto volontariamente la Confederazione. Questa disposizione fu imposta dai bianchi delle contee collinari settentrionali in modo che potessero controllare il governo locale. Di conseguenza, i repubblicani controllavano 96 dei 100 seggi nella Convenzione costituzionale statale. Il nuovo partito repubblicano, composto da liberali, simpatizzanti dell'Unione (scalawags), e nordisti che si erano stabiliti nel sud (carpetbaggers), prese il controllo due anni dopo la fine della guerra. La Convenzione costituzionale del novembre 1867 sancì una costituzione che conferiva il suffragio universale e imponeva il giuramento, cosicché ai bianchi che avevano sostenuto la confederazione era stato temporaneamente vietato di ricoprire la carica. Gli atti del Congresso per la ricostruzione richiedevano che ogni nuova costituzione fosse ratificata dalla maggioranza degli elettori legali dello Stato. La maggior parte dei bianchi boicottò i sondaggi e la nuova costituzione non andò a buon fine. Il Congresso stabilì che la maggioranza dei voti espressi avrebbe dovuto essere sufficiente. La costituzione entrò in vigore, lo Stato fu riammesso nell'Unione nel giugno 1868 e fu eletto un nuovo governatore e legislatore.
Molti bianchi contrastavano i cambiamenti del dopoguerra, lamentando il fatto che i governi repubblicani si erano distinti per stravaganza legislativa e corruzione. Ma la coalizione birazziale repubblicana creò il primo sistema di istruzione pubblica nello stato, che avrebbe favorito i bambini bianchi poveri così come i liberali. Furono anche create istituzioni pubbliche caritatevoli, come ospedali e orfanotrofi, a beneficio di tutti i cittadini. I coltivatori non avevano fatto investimenti pubblici, ma avevano conservato la loro ricchezza per se stessi. Mentre lo Stato cercava di migliorare le istituzioni e le infrastrutture per il futuro, il debito pubblico e le tasse statali furono aumentate. Lo stato approvo i bond ferroviari al tasso di $12.000 e $16.000 al miglio fino a quando il debito statale aumentò da otto milioni a diciassette milioni di dollari. I bianchi nativi si unirono, estro misero molti Scalawags dalla coalizione repubblicana, formarono un partito conservatore e nel 1870 elessero un governatore e una maggioranza della Camera bassa, in un'elezione caratterizzata da violenze e frodi diffuse. Dato che la nuova amministrazione si rivelò poi complessivamente un fallimento, nel 1872 gli elettori rielessero i repubblicani.
Nel 1874, tuttavia, il potere dei repubblicani venne meno, e i conservatori democratici riacquistarono il potere in tutti gli uffici statali. Una commissione incaricata di esaminare il debito dello Stato sscoprì che esso era di 25.503.000 dollari USA; con un compromesso, fu ridotto a 15.000.000 dollari USA. Nel 1875 fu adottata una nuova costituzione, che ometteva la garanzia della precedente costituzione che a nessuno dovesse essere negato il suffragio a causa della razza, del colore o della precedente condizione di servitù. Le sue disposizioni vietavano allo Stato di impegnarsi in miglioramenti interni o di dare credito a qualsiasi impresa privata, una posizione anti-industriale che limitò i progressi economici dello Stato per decenni nel XX secolo.

## Politica democratica e interdizioni 1874-1901
Dopo il 1874, il partito democratico cominciò ad ottenere controllo costante dell'amministrazione statale. Il Partito Repubblicano a quel tempo era sostenuto principalmente dagli afroamericani. I Repubblicani non riuscirono ad ottenere uffici locali o statali.
Lo sviluppo dell'industria mineraria e manifatturiera fu accompagnato da difficoltà economiche tra le classi contadine, che trovarono espressione nel partito democratico jeffersoniano, organizzato nel 1892. Il nuovo partito si fuse poi nel Partito Populista. Nel 1894, i repubblicani si unirono ai Populisti, elessero tre rappresentanti del Congresso e si assicurarono il controllo di molte contee senza però riuscire ad ottenere il governo dello Stato. La coalizione populista ebbe meno successo. La partnership si intensificò, e accuse democratiche di corruzione dell'elettorato nero furono accompagnate da accuse repubblicane e populiste di frode e violenza da parte dei Democratici.
Nonostante l'opposizione di repubblicani e populisti, i Democratici completarono il loro dominio con l'approvazione di una nuova costituzione nel 1901 che limitava il suffragio e di fatto faceva rimanere fuori la maggior parte degli afroamericani e molti bianchi poveri, attraverso i requisiti per la registrazione degli elettori, come le tasse elettorali, i test di alfabetizzazione e i requisiti restrittivi di residenza. Dal 1900 al 1903, il numero di elettori iscritti al Registro diminuì di oltre 40.000 unità, passando da 232.821 a 191.492, nonostante l'aumento della popolazione. Nel 1941 più bianchi Che neri erano stati esclusi dal diritto di voto: 600.000 bianchi contro 520.000 neri.
I danni alla comunità afroamericana furono gravi e pervasivi, in quanto quasi tutti i suoi cittadini persero la possibilità di votare. Nel 1900 il 45% della popolazione dell'Alabama era afroamericana: 827.545 cittadini. Nel 1900, quattordici contee della Black Belt  (principalmente afroamericane) avevano più di 79.000 elettori nelle liste elettorali. Al 1º giugno 1903, il numero di elettori iscritti era sceso a 1.081. Mentre le contee di Dallas e Lowndes erano nere al 75% ciascuna, tra loro solo 103 elettori afroamericani erano riusciti a registrarsi. Nel 1900 l'Alabama aveva più di 181.000 afroamericani eleggibili al voto. Nel 1903 solo 2.980 persone erano riuscite a "qualificarsi" per il diritto di voto, anche se almeno 74.000 elettori neri erano alfabetizzati. Questa situazione durò a lungo. Gli effetti della segregazione subita dagli afroamericani furono infatti gravi persistenti. Alla fine della seconda guerra mondiale, ad esempio, nella comunità nera Collegeville di Birmingham, solo undici elettori su una popolazione di 8.000 afroamericani erano considerati "idonei" a registrarsi per votare. L'interdizione significava anche che i neri e i bianchi poveri non potevano servire nelle giurie, quindi erano soggetti a un sistema giudiziario in cui non avevano alcun ruolo.

## Era progressista, 1900-1930
Il Movimento Progressista in Alabama, pur non essendo così riuscito come in altri stati, attingeva alle energie di una classe media in rapida crescita, e fiorì dal 1900 alla fine degli anni 1920. B. B. Comer (1848 - 1927) fu il leader progressista più eminente dello Stato, specialmente durante il suo mandato di governatore (1907-1911). I riformatori della classe media posero in cima alla loro agenda la regolamentazione delle ferrovie e un sistema scolastico migliore, con l'istruzione obbligatoria e il divieto del lavoro minorile. Comer ha emanò 20 diverse leggi ferroviarie, per rafforzare la commissione ferroviaria e ridurre i lobbisti. Il legislatore approvo il suo pacchetto, fatta eccezione per una disposizione che tentava di vietare la circolazione domenicale dei treni merci. Il risultato fu una riduzione sia delle tariffe merci che di quelle passeggeri. Le ferrovie combatterono vigorosamente in tribunale e nell'arena dell'opinione pubblica. La questione fu discussa duramente per anni, il che pose in netto ritardo l'Alabama in termini di controllo delle tariffe ferroviarie. Infine, nel 1914 fu raggiunto un compromesso, in cui le ferrovie accettavano la riduzione delle tariffe passeggeri, ma erano libere di cercare tariffe più elevate attraverso il sistema giudiziario.
Le riforme progressive costavano denaro, soprattutto per il miglioramento del sistema scolastico. I legislatori aumentarono i finanziamenti statali per le scuole, e stabilirono la politica di almeno un liceo in ogni contea; entro il 1911 la metà delle contee vedeva la presenza di scuole superiori pubbliche per i bianchi. L'istruzione obbligatoria fu osteggiata dalle famiglie della classe operaia che volevano che i loro figli guadagnassero denaro. Ma alla fine passò nel 1915; fu applicata solo per i bianchi e non si applicava alle aziende agricole. Nel 1910 l'Alabama era ancora in ritardo rispetto ad altri Stati con Solo il 62 per cento dei ragazzi che frequentavano la scuola, contro una media nazionale del 71 per cento.
I progressisti lavorarono duramente per migliorare il sistema ospedaliero e sanitario pubblico, con disposizioni che richiedevano la registrazione delle nascite e dei decessi.
Gli imprenditori e gli attivisti della classe media nelle città restarono però frustrati dai governi politicizzati della città, e chiesero la creazione di una commissione in cui gli affari comunali potessero essere in gran parte gestiti da esperti piuttosto che da politici. Emmet O'Neal, governatore eletto nel 1910, realizzò la riforma del sistema delle commissioni nel 1911. Le città di Birmingham, Montgomery e Mobile rapidamente adottato il nuovo sistema di commissioni.
Le donne energizzate cercarono con sempre più forza il suffragio femminile. Il movimento nazionale ottenne poi il diciannovesimo emendamento solo nel 1920.

### Ferrovie e industria

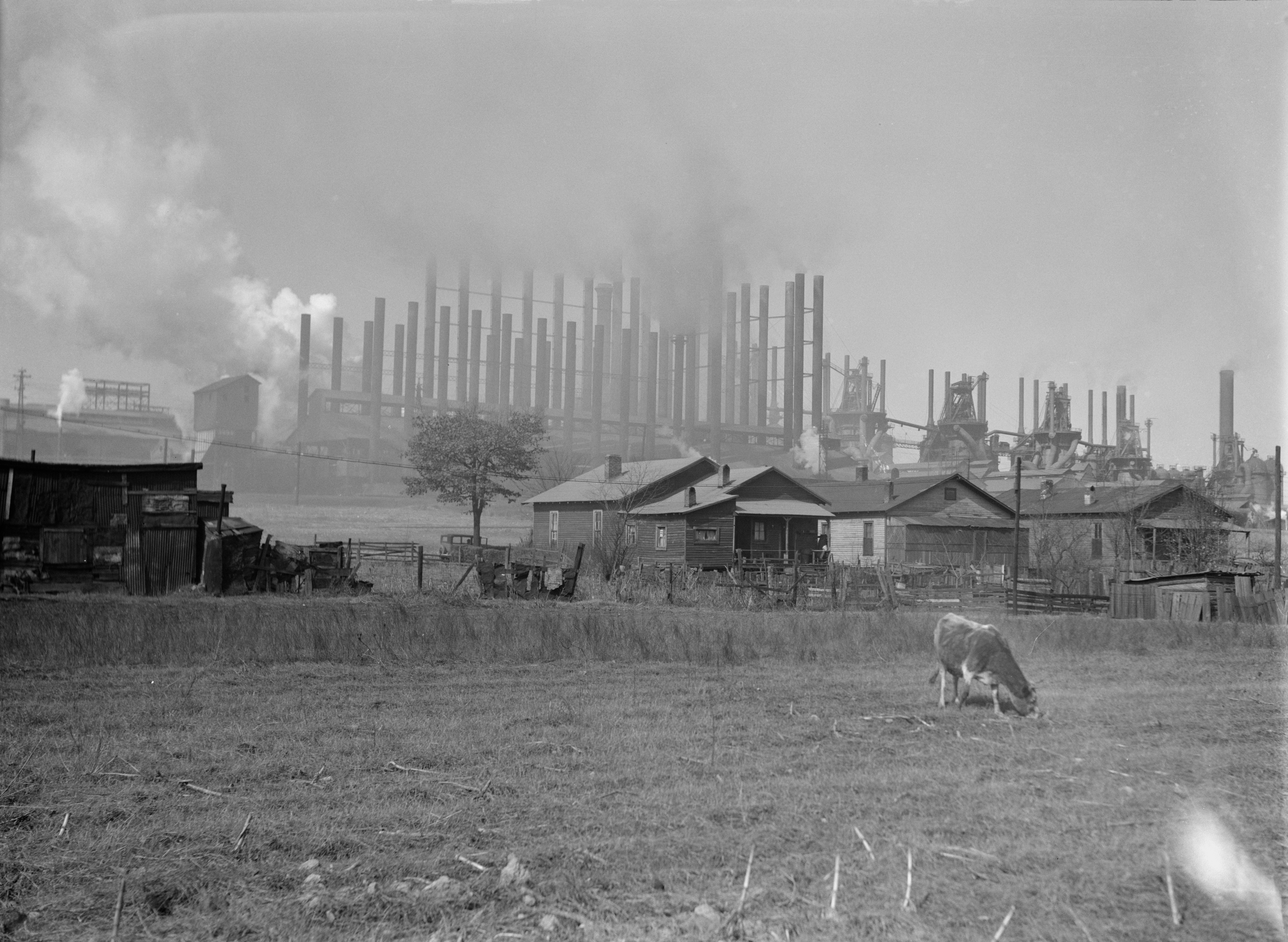
Gli altiforni come quello della Tennessee Coal, Iron and Railroad Company fecero di Birmingham un importante centro per la produzione di ferro all'inizio del XX secolo.

Birmingham fu fondata il 1º giugno 1871 da promotori immobiliari che vendevano lotti nei pressi del previsto incrocio delle ferrovie dell'Alabama & Chattanooga e delle linee ferroviarie Sud e Nord. Il sito era caratterizzato da giacimenti di minerali ferrosi, carbone e calcarei, le tre principali materie prime utilizzate nella produzione dell'acciaio. I suoi fondatori adottarono il nome della più nota città inglese di Birmingham, Noto centro della produzione siderurgica. Nonostante i focolai di colera, la popolazione di questa "Pittsburgh del Sud" passò da 38.000 a 132.000 abitanti dal 1900 al 1910, attirando migranti bianchi e neri provenienti da tutta la regione. Birmingham sperimentò una crescita così rapida che fu soprannominatao "The Magic City". Negli anni 1920, Birmingham era la 19ª città più grande degli Stati Uniti e deteneva oltre il 30% della popolazione dello stato. L'industria pesante e l'industria mineraria erano alla base dell'economia. Grazie ai bassi costi di trasporto e manodopera, Birmingham divenne rapidamente la più grande zona di industria di fonderia del ferro della nazione. Nel 1915, il venticinque per cento della ghisa proveniente dalle fonderie della nazione era prodotta a Birmingham.

## New South, 1914-1945
Nonostante la potente crescita industriale di Birmingham e il suo contributo all'economia statale, i suoi cittadini e quelli di altre aree in via di sviluppo furono nettamente sottorappresentati nel parlamento statale per anni. La legislatura, dominata dalle zone rurali, rifiutò di ridistribuire i seggi del Senato e della Camera di Stato dal 1901 agli anni 1960. Inoltre, il legislatore statale aveva un senato basato su uno per ogni contea. Le delegazioni legislative statali controllavano le contee. Ciò portò a una stretta sullo Stato da parte di una minoranza rurale bianca e ad una situazione in cui migliaia di cittadini non erano adeguatamente rappresentati nel governo. Un risultato fu che la contea di Jefferson, sede della potenza industriale ed economica di Birmingham, contribuiva allo stato con oltre un terzo del gettito fiscale ma riceveva solo 1/67 del denaro delle imposte, in quanto il legislatore statale garantiva che le tasse fossero distribuite equamente a ogni contea indipendentemente dalla popolazione.
Dal 1910 al 1940, decine di migliaia di afroamericani emigrarono dall'Alabama durante la Grande Migrazione per cercare lavoro, istruzione per i loro figli e salvezza dal linciaggio nelle città del nord e del centro-occidentale, come St. Louis, Chicago, Detroit, and Cleveland. Queste città avevano molti posti di lavoro disponibili, soprattutto nel comparto industriale, ma i migranti dovevano competere anche con le nuove ondate di immigrati provenienti dall'Europa. Il tasso di crescita demografica in Alabama scese dal 20,8% nel 1900 al 16,9% nel 1910 e al 9,8% nel 1920, una cosa che rifletteva l'impatto dell'emigrazione. Il disconoscimento formale dei diritti di voto terminò solo dopo la metà degli anni 1960, dopo che gli afroamericani si unirono nel Movimento per i diritti civili e ottennero una legislazione federale per proteggere i loro diritti di voto e civili. Ma lo Stato ideò comunque nuovi modi per ridurre il loro potere politico.
Un rapido ritmo di cambiamento in tutto il paese, specialmente nelle città in crescita, unito a nuove ondate migratorie e alla migrazione di bianchi e neri rurali verso le città, contribuì a creare un ambiente sociale volatile e all'ascesa di un secondo Ku Klux Klan (KKK) nel Sud e nel Midwest dopo il 1915. In molte aree si presentava all'inizio come gruppo fraterno per aiutare La comunità. Feldman (1999) ha dimostrato che il secondo KKK non era un mero gruppo di odio, ma era stato dettato da un autentico desiderio di riforme politiche e sociali a favore dei poveri bianchi. Ad esempio, gli uomini dell'Alabama appartenenti al Klan come Hugo Black erano stati tra i principali sostenitori di scuole pubbliche migliori, costruzione di strade e altre misure "progressiste" a beneficio dei bianchi poveri. Nel 1925, il Klan era una potente forza politica nello stato, con politici come J. Thomas Heflin, David Bibb Graves, e Hugo Black che si impegnavano contro il potere degli industriali "Big Mule" e in particolare contro i coltivatori della Cintura Nera che aveva a lungo dominato lo stato.
Nel 1926, Bibb Graves fu eletto a governatore con il sostegno dei membri del KKK. Guidò una delle amministrazioni più progressiste nella storia dello Stato, spingendo per un aumento del finanziamento dell'istruzione, una migliore salute pubblica, la costruzione di nuove strade e una legislazione pro-laboratorio. Allo stesso tempo, i vigilanti del KKK - pensando di godere di protezione governativa - lanciarono di azioni di terrore in tutto l'Alabama nel 1927, Per colpire sia i neri che i bianchi. L'élite conservatrice contrattaccò. I principali giornali contrastarono fortemente il Klan ritenendolo violento e non americano. Gli sceriffi repressero la violenza del Klan e negli anni 1920, uno scandalo nazionale che coinvolse diversi membri del KKK contribuì a sparpagliarne le file. Nel 1928 lo Stato votò per il candidato democratico Al Smith, sebbene fosse cattolico romano, e il numero effettivo ufficiale del Klan precipitò a meno di seimila entro dal 1930.

## Movimento e riorganizzazione dei diritti civili, 1945-1975
Economicamente, la principale forza economica dell'Alabama era costituita dalla meccanizzazione e dal consolidamento dell'agricoltura. I raccoglitori meccanici di cotone divennero disponibili nel dopoguerra, riducendo la necessità di molti lavoratori agricoli.  Tuttavia, nel 1963, solo un terzo circa del cotone dello Stato veniva raccolto a macchina. La diversificazione nel contesto dell'agricoltura (cotone, soia, pollame, prodotti lattiero-caseari) non fu però di aiuto per le classi più povere lavoratrici della terra. Tra il 1950 e il 1960, nelle trentacinque contee appalachiane dello Stato, ventuno vedevano una diminuzione della popolazione. Quello che un tempo era uno stato rurale diventava più industriale e urbano.
In seguito al servizio prestato durante la seconda guerra mondiale, molti veterani afroamericani divennero attivisti per i diritti civili. Il boicottaggio dei bus a Montgomery dal 1955 al 1956 fu una delle più significative proteste afroamericane contro la politica di segregazione razziale nello stato. Sebbene costituissero la maggioranza dei passeggeri degli autobus, gli afroamericani venivano discriminati nella politica dei posti a sedere. La protesta portò quasi il sistema di autobus urbano al fallimento e iniziarono negoziazioni relative a cambiamenti. Il ricorso fu risolto nella causa Browder contro Gayle (1956), una causa in cui il tribunale distrettuale degli Stati Uniti giudicò incostituzionale la politica di segregazione ai sensi delle disposizioni del quattordicesimo emendamento per la parità di trattamento; ordinò poi che il transito pubblico in Alabama venisse desegregato.
La minoranza bianca continuò a detenere il potere legislativo, tuttavia, sopprimendo i tentativi da parte di elementi più progressisti di modernizzare lo Stato. Uno studio del 1960 concluse che, a causa della dominazione rurale,"Una minoranza di circa il 25 per cento della popolazione statale totale controllava la legislatura dell'Alabama". Dato il controllo esercitato dal legislatore sui governi delle contee, gli interessi rurali avevano ancora più potere. Negli anni'60, i legislatori e altri hanno in tentarono un'azione legale per ottenere la riorganizzazione e la ridistribuzione. Ci sono voluti anni e l'intervento del tribunale federale per ottenere la riorganizzazione necessaria per istituire una rappresentanza "un uomo, un voto", come risultato delle nuove cause Baker v. Carr (1962) e Reynolds v. Sims (1964).  Queste decisioni della corte favorirono la riorganizzazione in molti stati settentrionali e occidentali, così come nel sud, dove gli interessi rurali avevano da tempo dominato i legislatori statali e impedito le riforme.
Nel 1960, alla vigilia di importanti battaglie per i diritti civili, il 30% della popolazione dell'Alabama era afroamericana.
Nonostante la segregazione, gli afroamericani avanzavano economicamente. Ma dal 1947 al 1965, Birmingham subì circa 50 attentati dinamitardi motivati da episodi razzistici. Gruppi indipendenti affiliati al KKK fecero di tutto per scoraggiare l'ingresso dei neri in diversi quartieri residenziali; in 19 casi fecero attentati in chiese nere con congregazioni attive nel campo dei diritti civili e nelle case dei loro ministri.
Per contribuire alla campagna e garantire l'attenzione nazionale, il Rev. Fred Shuttlesworth invito i membri della Southern Christian Leadership Conference (SCLC) a Birmingham per contribuire a cambiare le politiche della sua leadership. L'azione non violenta diede buoni risultati. Il Rev. Martin Luther King, il Rev. Wyatt Tee Walker, suo direttore esecutivo, e altri leader giunsero a Birmingham per aiutare.
Nella primavera e nell'estate del 1963, l'attenzione nazionale volse fortemente su Birmingham. I media seguirono la serie di marce pacifiche che la polizia di Birmingham, guidata dal commissario di polizia Bull Connor, tentò di deviare e controllare.  Immagini drammatiche della polizia di Birmingham che usava cani e potenti flussi d'acqua contro i bambini manifestanti riempirono i giornali e La copertura televisiva, suscitando indignazione nazionale. Il bombardamento della 16th Street Baptist Church durante un servizio domenicale, che portò alla morte di quattro ragazze afroamericane, provocò proteste nazionali e ottenne il sostegno per la causa dei diritti civili nello Stato. La 16th Street Baptist Church era stata un punto di incontro per le attività sui diritti civili a Birmingham. Infine, i leader di Birmingham King e Shuttlesworth accettarono di porre fine alle marce quando il gruppo degli uomini d'affari si è impegnato a porre fine alla segregazione nei negozi e nelle strutture pubbliche.
Prima del suo assassinio del novembre 1963, il presidente John F. Kennedy aveva sostenuto la legislazione sui diritti civili. Nel 1964 il presidente Lyndon Johnson contribuì a garantirne il passaggio e firmò la legge sui diritti civili. Le marce dai Selma a Montgomery nel 1965 attrassero ulteriormente la stampa nazionale ed internazionale. La nazione era inorridita nelvedere i manifestanti pacifici picchiati mentre entravano nella contea. Quell'anno, Johnson favorì il raggiungimento dell'approvazione della legge del 1965 sui diritti di voto per garantire la capacità di tutti i cittadini di votare.
Le contestazioni della Corte relative a "un uomo, un voto" e la legge sui diritti di voto del 1965 gettarono finalmente le basi per le sentenze dei tribunali federali. Nel 1972, il Tribunale federale impose al legislatore di creare un piano statale di riorganizzazione distrettuale per correggere gli squilibri nella rappresentanza in relazione ai modelli demografici. La ridefinizione delle circoscrizioni, insieme al controllo federale sulla registrazione degli elettori e sulle pratiche elettorali, permise a centinaia di migliaia di cittadini dell'Alabama, sia bianchi che neri, di votare e partecipare per la prima volta al sistema politico.